# Route nationale 19 (Luxembourg)
Pour les articles homonymes, voir Route nationale 19 et N19.
La route nationale 19 (luxembourgeois : Nationalstrooss 19) est une route nationale luxembourgeoise reliant le lieu-dit du Bleesbruck, situé dans la commune de Bettendorf, à la localité de Reisdorf. Amputée à deux reprises, son tracé actuel longe la rive gauche de la Sûre sur toute sa longueur sans toutefois la traverser.

## Historique
La route entre dans le giron des routes entretenues par l'état luxembourgeois par la loi du 27 novembre 1874.
En 1947, son tracé au sein du village de Bettendorf est partiellement redressé afin de fluidifier sa traversée.
Reliant à l'origine Diekirch à Wasserbillig (en longeant la Sûre par Echternach et Rosport), la « route n°19 » a été amputée à deux reprises pour obtenir le tracé actuel. Une première fois lorsque la section entre Wallendorf-Pont et Wasserbillig a été reprise par la « route n°10 » en 1958. En 1995, la traversée de Reisdorf a été intégrée à son tour à la route nationale 10 permettant la contiguïté de l'itinéraire vers Vianden au nord.

## Entités sur le parcours
- Canton de Diekirch
  - Bettendorf (commune)
    - Bleesbruck (lieu-dit)
    - Bettendorf (localité)
    - Moestroff (section)

  - Reisdorf (commune)
    - Reisdorf (localité)

## Statistiques de fréquentation
| Point de comptage | Début de section        | Fin de section | Trafic moyen journalier (3 jours moyens, pour les deux sens) | Trafic moyen journalier (3 jours moyens, pour les deux sens) | Trafic moyen journalier (3 jours moyens, pour les deux sens) | Trafic moyen journalier (3 jours moyens, pour les deux sens) | Trafic moyen journalier (3 jours moyens, pour les deux sens) | Trafic moyen journalier (3 jours moyens, pour les deux sens) | Trafic moyen journalier (3 jours moyens, pour les deux sens) | Trafic moyen journalier (3 jours moyens, pour les deux sens) | Trafic moyen journalier (3 jours moyens, pour les deux sens) | Trafic moyen journalier (3 jours moyens, pour les deux sens) | Trafic moyen journalier (3 jours moyens, pour les deux sens) | Trafic moyen journalier (3 jours moyens, pour les deux sens) |
| Point de comptage | Début de section        | Fin de section | 1996                                                         | 1998                                                         | 2000                                                         | 2002                                                         | 2004                                                         | 2006                                                         | 2008                                                         | 2010                                                         | 2012                                                         | 2014                                                         | 2016                                                         | 2018                                                         |
| ----------------- | ----------------------- | -------------- | ------------------------------------------------------------ | ------------------------------------------------------------ | ------------------------------------------------------------ | ------------------------------------------------------------ | ------------------------------------------------------------ | ------------------------------------------------------------ | ------------------------------------------------------------ | ------------------------------------------------------------ | ------------------------------------------------------------ | ------------------------------------------------------------ | ------------------------------------------------------------ | ------------------------------------------------------------ |
| 450               | Bettendorf (Bleesbruck) | Bettendorf     | 6 038                                                        | 5 434                                                        | 6 254                                                        | 6 161                                                        | 6 473                                                        | 6 210                                                        | 7 265                                                        | 7 150                                                        | 7 274                                                        | 7 059                                                        | 7 373                                                        | 7 389                                                        |

## Galerie d'images

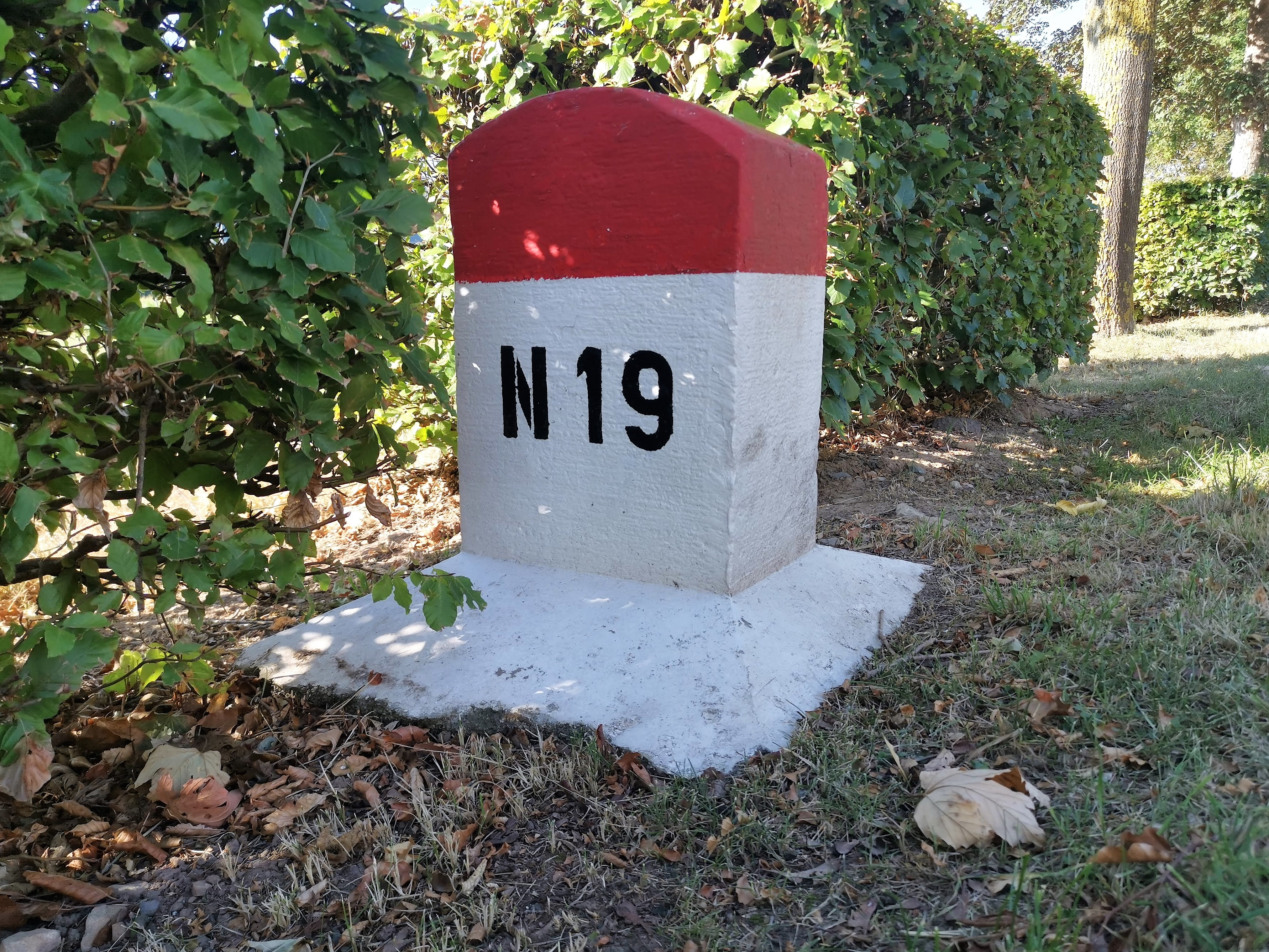
Borne kilométrique.
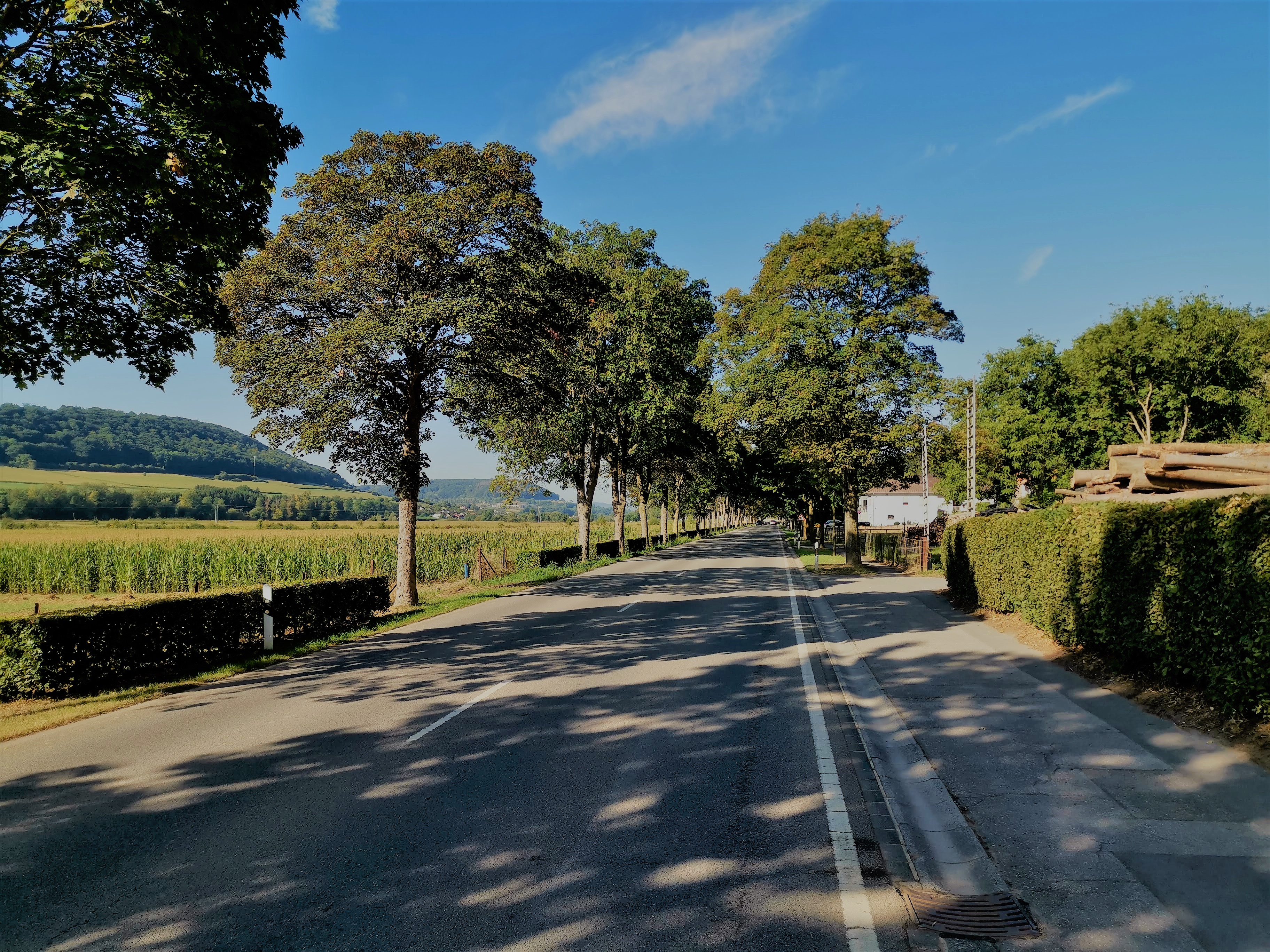
Vue de la route à Bettendorf en direction de Bleesbruck.